# Anne Nivat

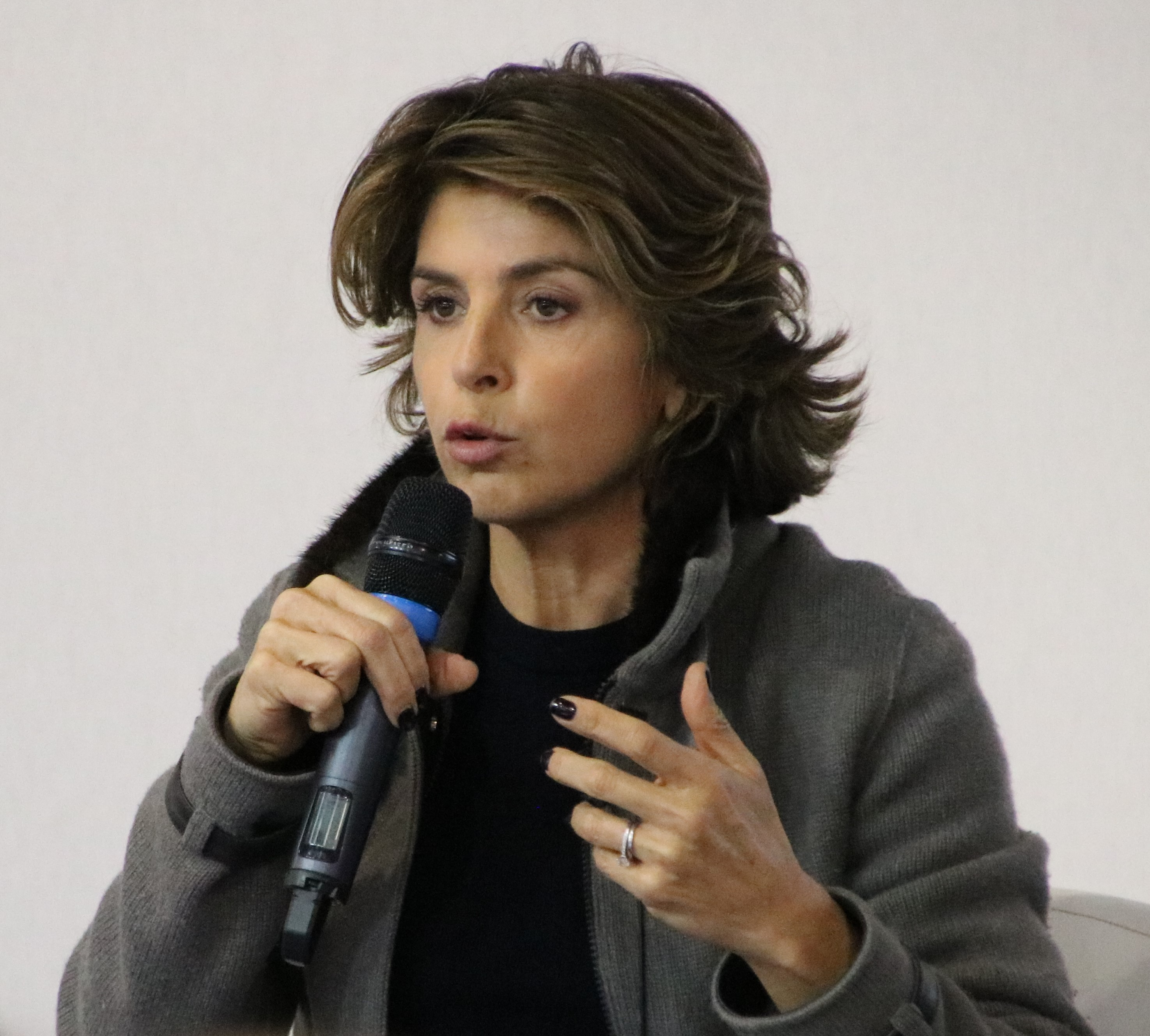
Anne Nivat, 2018

Anne Nivat (* 18. Juni 1969 in Poisy) ist eine französische Journalistin und Buchautorin mit Schwerpunkt Russland, Zentralasien und Naher Osten. Öffentliche Aufmerksamkeit erhielt sie vor allem durch ihre Arbeit als Kriegsberichterstatterin.

## Leben
Anne Nivat stammt aus einer Familie von Akademikern. Beide Eltern sind ausgewiesene Kenner der Geschichte Russlands. Ihr Vater, der Historiker Georges Nivat, übersetzte die Werke von Alexander Solschenizyn und anderen Autoren slawischer Sprache ins Französische und lehrte an der Universität Genf. Anne Nivat promovierte am Institut d’Etudes Politiques in Paris mit einer Arbeit bei Hélène Carrère d’Encausse und spricht sieben Sprachen.
Nach ihrem Studienabschluss arbeitete sie als Journalistin für Globe, Le Point, Libération und die englischsprachigen Zeitungen The New York Times/International Herald Tribune und The Washington Post. Ab 1998 war Nivat für die Tageszeitung Ouest-France als Korrespondentin in Moskau tätig.
Für den Fernsehsender LCI arbeitete sie im Russisch-Ukrainischen Krieg zu den russisch besetzten Teilen der Ukraine. Ein stark beachtetes Interview machte sie mit dem tschetschenischen Politiker Ramsan Kadyrov. Nivat hat einen Lehrauftrag für Journalismus an der Universität Neuenburg in der Schweiz.

## Ehrungen
- 2000: Albert-Londres-Preis für Chienne de guerre
- 2004: Prix littéraire de l’armée de terre – Erwan Bergot für Lendemains de guerre
- 2009: Aufnahme in die Ehrenlegion

## Schriften
- als Herausgeberin: Les médias russes. La Documentation française, collection « Problèmes économiques et sociaux », Paris 1996.
- Quand les médias russes ont pris la parole : de la glasnost à la liberté d’expression, 1985–1995. L’Harmattan, Paris 1997, ISBN 2-7384-5594-8.
- Chienne de guerre : une femme reporter en Tchétchénie. Fayard, Paris 2000; Le Livre de Poche, 2001, ISBN 978-2-213-60690-3.
- mit Louisette Ighilahriz: Algérienne. Fayard/Calmann-Lévy, Paris 2001, ISBN 978-2-213-60942-3.
- La Maison haute. Des Russes d’aujourd’hui. Fayard, Paris 2002, ISBN 978-2-213-61314-7 (Le Livre de Poche, Paris 2003).
- La guerre qui n’aura pas eu lieu. Fayard, Paris 2004, ISBN 978-2-213-61867-8.
- Lendemains de guerre en Afghanistan et en Irak. Fayard, Paris 2004; Le Livre de Poche, 2005, ISBN 978-2-253-11936-4.
- Islamistes : comment ils nous voient. 2006; Le Livre de Poche, Paris 2010, ISBN 978-2-253-12917-2.
- Par les monts et les plaines d’Asie Centrale. Fayard, Paris 2006, ISBN 978-2-213-61402-1.
- Bagdad, Zone rouge. Fayard, Paris 2008, ISBN 978-2-213-63536-1.
- mit Daphné Collignon: Correspondante de guerre. Reporters sans frontières/Soleil, Paris 2009, ISBN 978-2-302-00565-5.
- Les Brouillards de la guerre. Dernière mission en Afghanistan. Fayard, Paris 2011, ISBN 978-2-213-66584-9.
- La République juive de Staline. Fayard, Paris 2013, ISBN 978-2-213-63340-4.
- Dans quelle France on vit. Fayard, Paris 2017, ISBN 978-2-213-65429-4.
- Un continent derrière Poutine? Éditions du Seuil, Paris 2018, ISBN 978-2-0213-9236-4.
- mit Jean-Marc Thévenet und Horne: Dans la gueule du loup. Graphic Novel, Édition Marabulles, Vanves 2021, ISBN 978-2-5011-2238-2.
- La France de face. Fayard, Fayard, Paris 2022, ISBN 978-2-213-71256-7.
- La Haine et le Déni : Avec les Ukrainiens et les Russes dans la guerre. Flammarion, Paris 2024, ISBN 978-2-080-42120-3.

In Deutsch erschienen:
- Mitten durch den Krieg. Rotpunktverlag, 2001, ISBN 3-85869-225-5 (Französischer Originaltitel: Chienne de guerre)